# Organización Revolucionaria Interna de Macedonia – Movimiento Nacional Búlgaro
Organización Revolucionaria Interna de Macedonia – Movimiento Nacional Búlgaro (en idioma búlgaro, ВМРО - Българско национално движение ВМРО-БНД)/Vatreschna makedonska revoljuzionna organizacija - Balgarsko Natsionalno Dvizhenie, VMRO-BND) es un partido político de extrema derecha de Bulgaria fundado en 1989. Se considera sucesor de la histórica Organización Interna Revolucionaria de Macedonia. Su líder es Krasimir Karakachanov, y entre los principales dirigentes se encuentra Slavcho Atanasov, alcalde de Plovdiv. A las elecciones legislativas búlgaras de 2001 se presentó en coalición con el Movimiento del Día de San Jorge, pero solo obtuvo el 3,63 % de los votos. En las elecciones legislativas búlgaras de 2005 formó parto de la coalición Unión Popular Búlgara, que obtuvo el 5,2 % de los votos y 13 escaños.

## Resultados electorales
|  | 52.26 % |

|  | 3.63 % |

|  | 5.19 % |

|  | 1.89 % |

|  | 3.70 % |

|  | 9.07 % |

|  | 3.59 % |

|  | 3.10 % |

|  | 1.07 % |

|  | 0.78 % |

a Resultados de la coalición Fuerzas Democráticas Unidas (ODS).
b Resultados de la Unión Popular Búlgara (BNS).
c Resultados de la coalición Frente Patriótico (PF).
d Resultados de la coalición Patriotas Unidos (OP).
e Resultados de la coalición Patriotas Búlgaros.